# La Roche-Vanneau
La Roche-Vanneau är en kommun i departementet Côte-d'Or i regionen Bourgogne-Franche-Comté i östra Frankrike. Kommunen ligger i kantonen Venarey-les-Laumes som tillhör arrondissementet Montbard. År 2022 hade La Roche-Vanneau 137 invånare.

## Befolkningsutveckling
Antalet invånare i kommunen La Roche-Vanneau
Referens:INSEE